# Kelsey Begaye
Kelsey A. Begaye (nascut el 7 de gener de 1951) fou elegit com a cinquè president de la Nació Navajo en novembre de 1998, derrotant Joe Shirley, Jr. en les eleccions generals general. Pertanyia als clans Ashiihi, Todich'iinii, Honaghanii i Kiiyaa'aanii. Begaye fou elegit líder de la tribu ameríndia més gran dels Estats Units, amb una plataforma moral basada en les tradicions culturals diné i cristianes i un suport a l'antic president navajo Peterson Zah.